# Aullville
Aullville è un villaggio degli Stati Uniti d'America, situato nello Stato del Missouri, nella contea di Lafayette.